# Raimundo Saporta
Pour les articles homonymes, voir Saporta.
Raimundo Saporta Namías, né le 16 décembre 1926 à Istanbul, mort le 2 février 1997 à Madrid, est un dirigeant espagnol de basket-ball.

## Biographie
En 1953, il entre en tant que comptable au Real Madrid, alors dirigé par Santiago Bernabéu. Ceci fait suite à la recherche d'un gestionnaire pour un tournoi de basket-ball commémoratif du cinquantenaire du club.
Durant près de 30 ans, il occupa un rôle important au sein du club, tant dans la section football que dans la section basket-ball.
En parallèle à sa carrière au Real, il occupa des postes à la Fédération espagnole de basket-ball et à la FIBA. Au sein de celle-ci, il est l'un des artisans de la création de Coupe des Clubs Champions qui voit sa première édition en 1958.
Après sa mort en 1997, la FIBA décide de renommer la Coupe des Vainqueurs de Coupe en Coupe Saporta. En 2007, il est introduit au sein du  « Hall of Fame » de la FIBA.